# Голден (округ Баррі, Міссурі)
Голден (англ. Golden) — переписна місцевість (CDP) в США, в окрузі Баррі штату Міссурі. Населення — 275 осіб (2020).

## Географія
Голден розташований за координатами 36°31′37″ пн. ш. 93°39′36″ зх. д. / 36.52694° пн. ш. 93.66000° зх. д. (36.526956, -93.659913).  За даними Бюро перепису населення США в 2010 році переписна місцевість мала площу 14,82 км², з яких 13,81 км² — суходіл та 1,01 км² — водойми.

## Демографія
Згідно з переписом 2010 року, у переписній місцевості мешкало 280 осіб у 131 домогосподарстві у складі 87 родин. Густота населення становила 19 осіб/км².  Було 216 помешкань (15/км²).
Расовий склад населення:
| - 98,2 % — білих - 0,7 % — корінних американців - 0,4 % — азіатів |

До двох чи більше рас належало 0,7 %. Частка іспаномовних становила 2,9 % від усіх жителів.
За віковим діапазоном населення розподілялося таким чином: 11,4 % — особи молодші 18 років, 58,2 % — особи у віці 18—64 років, 30,4 % — особи у віці 65 років та старші. Медіана віку мешканця становила 55,5 року. На 100 осіб жіночої статі у переписній місцевості припадало 112,1 чоловіків;  на 100 жінок у віці від 18 років та старших — 113,8 чоловіків також старших 18 років.
Середній дохід на одне домашнє господарство  становив 48 550 доларів США (медіана — 34 500), а середній дохід на одну сім'ю — 63 347 доларів (медіана — 54 875). За межею бідності перебувало 16,9 % осіб, у тому числі 0,0 % дітей у віці до 18 років та 8,7 % осіб у віці 65 років та старших.
Цивільне працевлаштоване населення становило 232 особи. Основні галузі зайнятості: оптова торгівля — 27,6 %, роздрібна торгівля — 24,6 %, мистецтво, розваги та відпочинок — 14,7 %, будівництво — 14,7 %.